# 嘉祐寺塔
25°23′43″N 114°22′06″E / 25.39528°N 114.36833°E
嘉祐寺塔位于中国江西省赣州市大余县南安板鸭厂内，2006年作为赣州佛塔之一被列为第六批全国重点文物保护单位。
嘉祐寺塔为楼阁式砖塔，平面呈六角，共五级，内部空筒式，高19米，塔刹已毁，建于北宋嘉祐年间或唐末。